# ایدا مکرتچیان
ایدا آرشاویری مکرتچیان (ارمنی: Իդա Արշավիրի Մկրտչյան؛  ۲۲ سپتامبر ۱۹۱۴ – ۲ مهٔ ۱۹۹۷) یک بازیگر اهل ارمنستان بود. وی بین سال‌های - تا - میلادی فعالیت می‌کرد.

## زندگی‌نامه
وی در ۲۲ سپتامبر ۱۹۱۴ در ایروان به دنیا آمد یرانوهی آدامیان مادر وی بود. وی از انستیتو هنرهای نمایشی روسیه فارغ‌التحصیل شد. وی همسر آرارات بارسقیان و مادر گایانه بارسقیان بود. وی در تئاتر کمدی موزیکال پارونیان فعالیت می‌کرد. وی همچنین برندهٔ جوایزی همچون هنرمند شایسته ارمنستان شوروی شده است. وی در ۲ مهٔ ۱۹۹۷ در سن ۸۲ سالگی درگذشت.

## گزیده فیلمشناسی
از فیلم‌ها یا برنامه‌های تلویزیونی که وی در آن نقش داشته است می‌توان به مکانیک خوشبختی (۱۹۸۲)، چشمه هغنار (۱۹۷۰) اشاره کرد.